# Michal Barinka
Michal Barinka (ur. 12 czerwca 1984 w Vyškovie) – czeski hokeista, reprezentant Czech, olimpijczyk.

## Kariera
- HC Czeskie Budziejowice U18 (1999–2000)
- HC Czeskie Budziejowice U20 (2000–2002)
- HC Czeskie Budziejowice (2002–2003)
- Norfolk Admirals (2003–2006)
- Chicago Blackhawks (2003, 2005–2006)
- Binghamton Senators (2006)
- HC Vítkovice (2006–2011)
  -  SC Bern (2007)
- Łokomotiw Jarosław (2011)
- Fribourg-Gottéron (2011–2012)
- HC Vítkovice (2012-2014)
- Sparta Praga (2014-2017)
- HC Kometa Brno (2017-2019)
- HC Kladno (2019-2020)
- HC Vítkovice (2020)
  -  HC Kladno (2020)
- HC Poruba (2021-)

Wychowanek HC Czeskie Budziejowice. Od 2012 ponownie zawodnik HC Vítkovice. Od czerwca 2014 zawodnik Sparty Praga, związany dwuletnim kontraktem. We wrześniu 2017 trafił do Komety Brno. Stamtąd we wrześniu 2019 przeszedł do HC Kladno. We wrześniu 2020 przetransferowany do HC Vítkovice, pod koniec tego miesiąca wypożyczony do Kladna, a na początku listopada 2020 zwolniony. Od października 2021 zawodnik zespołu HC Poruba.
Uczestniczył w turniejach mistrzostw świata w 2007, 2009, 2010 oraz zimowych igrzysk olimpijskich 2014.

## Sukcesy
Reprezentacyjne
- Brązowy medal mistrzostw świata juniorów do lat 18: 2002
- Złoty medal mistrzostw świata: 2010

Klubowe
- Złoty medal mistrzostw Czech do lat 18: 2000 z HC Czeskie Budziejowice U18
- Puchar Tatrzański: 2007, 2009 z HC Vítkovice
- Srebrny medal mistrzostw Czech: 2010 z HC Vítkovice, 2016 z Spartą Praga
- Srebrny medal mistrzostw Szwajcarii: 2007 z SC Bern
- Brązowy mistrzostw Rosji: 2011 z Łokomotiwem Jarosław
- Złoty medal mistrzostw Czech: 2018 z Kometą Brno

Indywidualne
- Mistrzostwa świata do lat 18 w 2002: pierwsze miejsce w klasyfikacji strzelców wśród obrońców turnieju: 4 gole